# Amsterdam Music Festival
Het Amsterdam Music Festival (AMF) is een edm-evenement dat plaatsvindt tijdens het Amsterdam Dance Event in mid-oktober. Sinds de eerste editie in 2013 is het evenement van één dag uitgegroeid naar een meerdaags edm-evenement. Tegenwoordig is het opnieuw een festival van één dag.

## Geschiedenis
In 2013 organiseerden ALDA en ID&T samen de eerste editie van AMF om het 25-jarige bestaan van dance in Nederland te vieren. De eerste editie vond plaats in RAI Amsterdam en trok 25.000 bezoekers.
De tweede editie van het evenement in 2014 is wegens grote belangstelling verplaatst van de RAI Amsterdam naar de Amsterdam ArenA. Het evenement groeit naar 35.000 bezoekers.
In 2015 breidt het evenement uit naar een tweedaags evenement, waarbij de eerste avond in het teken staat van de DJ Mag Top 100 uitreiking en de tweede avond - die eveneens in de ArenA werd gehouden - werd gevuld met een gevarieerde line up. Daarnaast gaat AMF de samenwerking aan met Dance4Life, een organisatie die zich samen met jongeren inzet voor een wereld zonder aids. Voor elk verkocht ticket doneert AMF 50 cent aan het goede doel.
Organisatoren ALDA en ID&T besloten in 2016 het evenement nog verder uit te breiden naar acht evenementen op vijf avonden, in drie verschillende venues: Amsterdam ArenA, Heineken Music Hall en Ziggo Dome. Met onder andere een openingsavond, afsluiting en twee ArenA shows was de vierde editie van het AMF het grootste festival tijdens het Amsterdam Dance Event. Volgens onderzoeksbureau GfK levert het AMF de Amsterdamse economie deze dagen bijna 28 miljoen euro op.
In 2017 is de eerste lustrum editie van AMF gevierd met een night show. Voor de lustrum editie was een nieuw concept gelanceerd: 'II=I' (uitgesproken als 'Two is One'), waarbij twee dj's of dj acts tijdens het evenement een speciale back-to-back set spelen.
In juni 2018 is er gezamenlijk besloten dat ALDA zonder ID&T het evenement zou organiseren, na jaren van een succesvolle samenwerking. Volgens de directeur van ID&T wilden zij zich focussen op eigen nieuwe projecten.

## Informatie per editie
| Jaar | Datum      | Evenement                                | Locatie             | On stage |
| ---- | ---------- | ---------------------------------------- | ------------------- | --- |
| 2013 | 19 oktober | Amsterdam Music Festival                 | RAI Amsterdam       | Alesso, Armin van Buuren, Dimitri Vegas & Like Mike, Dyro, Fedde Le Grand, The World's No. 1 DJ: Hardwell, Showtek, Steve Angello, Sunnery James & Ryan Marciano, W&W                               |
| 2014 | 18 oktober | Amsterdam Music Festival                 | Amsterdam ArenA     | Armin van Buuren, Dannic, Dash Berlin, Deorro, Dimitri Vegas & Like Mike, The World's No. 1 DJ: Hardwell, Martin Garrix, Oliver Heldens, Omnia, Wildstylez, W&W                                     |
| 2015 | 16 oktober | Amsterdam Music Festival                 | Amsterdam ArenA     | Alesso, The World's No. 1 DJ: Dimitri Vegas & Like Mike, Hardwell, Martin Garrix, NERVO, Vicetone                                                                                                   |
| 2015 | 17 oktober | Amsterdam Music Festival                 | Amsterdam ArenA     | Afrojack, David Guetta, Klingande, Oliver Heldens, Robin Schulz, DJ Snake, Showtek, Yellow Claw |
| 2016 | 22 oktober | T-Mobile Prsents AMF ArenA Saturday      | Amsterdam ArenA     | Alesso, David Guetta, Don Diablo, Ferreck Dawn, Hardwell, Jay Hardway, The World No. 1 DJ: Martin Garrix, Showtek, Sunnery James & Ryan Marciano, The Chainsmokers, W&W                             |
| 2016 | 23 oktober | T-Mobile Presents AMF ArenA Sunday       | Amsterdam ArenA     | Afrojack, Armin van Buuren, Blasterjaxx, CID, Dash Berlin, Dillon Francis, Dimitri Vegas & Like Mike, DVBBS, Jonas Blue, Nicky Romero, Steve Aoki                                                   |
| 2017 | 21 oktober | T-Mobile Presents AMF ArenA (Night Show) | Amsterdam ArenA     | II=I: Armin van Buuren B2B Hardwell, David Guetta, Dimitri Vegas & Like Mike, Don Diablo, Lucas & Steve, Marshmello, The World's No. 1 DJ: Martin Garrix, Vini Vici, Yellow Claw                    |
| 2018 | 20 oktober | Amsterdam Music Festival                 | Johan Cruijff ArenA | Axwell Λ Ingrosso, II=I: David Guetta B2B Dimitri Vegas & Like Mike, KSHMR, Lost Frequencies, The World's No. 1 DJ: Martin Garrix, Salvatore Ganacci, Sunnery James & Ryan Marciano, Vini Vici, W&W |
| 2019 | 19 oktober | Amsterdam Music Festival                 | Johan Cruijff ArenA | Alesso, Armin van Buuren, Coone, David Guetta, The World's No. 1 DJ: Dimitri Vegas & Like Mike, Don Diablo, Jonas Blue, Mike Williams, Tiësto, II=I: Timmy Trumpet B2B W&W                          |
| 2022 | 22 oktober | Amsterdam Music Festival                 | Johan Cruijff ArenA | Armin van Buuren, Tiësto, Martin Garrix, Timmy Trumpet, II=I: Afrojack B2B Nicky Romero, Brennan Heart, Kapuchon, Topic                                                                             |

## Muziek
In 2015, 2016 en 2017 is er een anthem uitgebracht voor het evenement.
- 2015: Roovel - Skylights (Official #AMF2015 Anthem)
- 2016: Jay Hardway - Amsterdam (AMF 2016 Anthem)
- 2017: Armin van Buuren & Hardwell - Boundaries (AMF 2017 TwoIsOne Anthem)